# 秩序警察
秩序警察，缩写为Orpo，是1936年至1945年间的纳粹德国警察部队。在纳粹集权政府撤销地区警务管辖后（Verreichlichung），秩序警察组织被吸收到纳粹专政中。秩序警察由内政部管理，但由党卫队隊員领导，直到第二次世界大战结束。由于身着绿色制服，秩序警察別稱“绿色警察”（德語：Grüne Polizei）。该部队最初是作为一个整合市政、城市和农村的军警组织而建立的，以取代先前各州分别组织的警察机构。
秩序警察几乎涵盖了纳粹德国所有的执法和应急响应组织，包括消防队、海岸警卫队和民防组织。在战前时期，秩序警察局长党卫队全国领袖海因里希·希姆莱和庫爾特·達呂格合作，将魏玛共和国的警察部队转变为军事化部队，以备服务于政权征服他国和种族灭绝的目标。在入侵波兰期间，警察部队首次被编为营级大小的部队。在波兰，秩序警察部队因安全和警务目的而部署，也参与处决和大规模驱逐。从1940年春开始，秩序警察部队的任务包括监管被征服和殖民的国家的平民。随着德国在巴巴罗萨行动中入侵苏联，秩序警察的活动逐渐升级为种族灭绝。有23个警察营组成独立的团级部队，或附属于國防軍安全處和別動隊，在犹太人大屠杀中犯下大规模谋杀罪，并对针对平民的危害人类罪和种族灭绝罪负责。

## 历史
1936年6月17日，在希特勒宣布了一项旨在“统一对帝国警察职责的控制”的法令后，党卫队全国领袖海因里希·希姆莱被任命为内政部德国警察局局长。传统上，德国的执法一直是州和地方的事务。在这个警察局长的角色中，希姆莱名义上是内政部长威廉·弗里克的下属。但是，该法令事实上使警察服从于党卫队。希姆莱获得了权威，德国所有的编制执法机构都合并为新的“秩序警察”，其总办公室由党卫队的官员组成。
警察被分为秩序警察和安全警察（Sicherheitspolizei, SiPo，1936年6月成立）。秩序警察承担了常规的编制执法部门的职责，而安全警察则由国家秘密警察（即盖世太保）和刑事调查警察组成。刑事调查警察是参与打击犯罪的专业侦探部队，而盖世太保的任务是打击间谍和政治异见者。1939年9月27日，黨衛隊保安處和安全警察被合并入国家保安总局（RSHA），象征着党卫队（党组织）和警察（国家组织）之间的密切联系。
秩序警察在猶太人大屠殺实施中发挥了核心作用。由“职业的专业人员和预备役人员，以营编队和辖区服务的编制”（Einzeldienst）为所涉及的任务提供人员。

## 组织
到1940年中期，德国秩序警察已经增加到244,500人，部队由内政部德国警察局局长希姆莱全面控制。秩序警察部队最初是由党卫队最高集团領袖兼警察大将庫爾特·達呂格指挥的。1943年5月，达吕格遭受了严重的心脏病发作，被迫免职。接替他的职位的是党卫队高级集团領袖兼武装党卫队与警察少将阿尔弗雷德·温嫩贝格，一直任职到战争结束。 
秩序警察中央指挥部（Ordnungspolizei Hauptamt）位于柏林，从1943年起被认为是一个完整的党卫队指挥部。秩序警察总部由多个部门构成：指挥部（Kommandoamt），负责财务、人事和医疗；行政部（Verwaltung），负责薪酬、退休金和许可证件；经济部（Wirtschaftsverwaltungsamt）；技术抢险部（Technische Nothilfe）；消防局（Feuerwehren）；殖民警察（Kolonialpolizei）；以及党卫队与警察技术培训学院（Technische SS-und Polizeiakademie）。

### 警察的分支

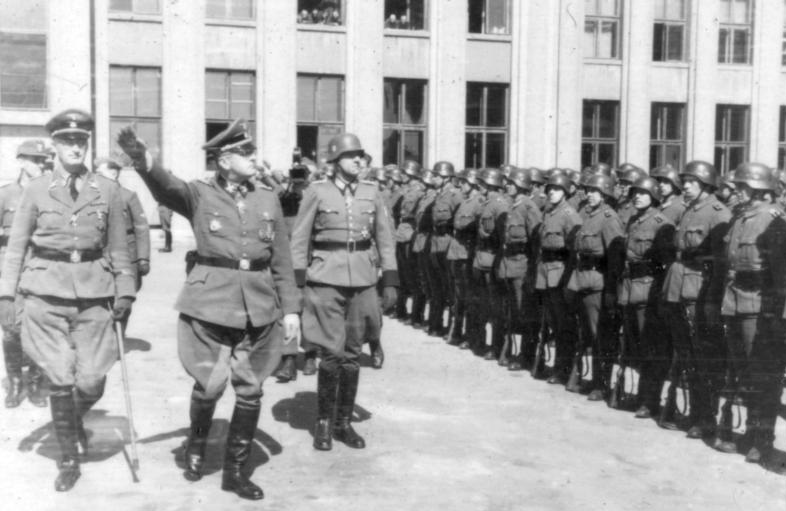
1943年，明斯克的秩序警察

- 行政管理警察（英语：Adminstrative police in Nazi Germany）是秩序警察的行政部门，并拥有所有秩序警察局的指挥权。行政管理警察也是保存记录的中央办公室，并且是民事执法团体的上级机关，指挥卫生警察（Gesundheitspolizei）、商业/贸易警察（Gewerbepolizei）和建筑警察（Baupolizei）等部门。在主要城镇，行政管理警察、建制警察（Schutzpolizei）和刑事调查警察会被组织成一个警察局（Polizeipraesidium或Polizeidirektion），该局在市区拥有对这些警察部队的管辖权。
- 国家保护警察（英语：Schutzpolizei (Nazi Germany)），州和大多数大城镇的建制警察，涵盖了一般警察局的职责（Revierdienst）以及用于骚乱和公共安全的军警部队（Kasernierte Polizei）。
- 市政保护警察（英语：Gemeindepolizei），[10]较小城镇和少数大城镇的建制警察。虽然完全融入了秩序警察系统，但其警官属于市政公务员。在拥有市政保护警察的城镇中，民事执法不是由行政管理警察完成，而是由市政公务员完成的。市政保护警察还曾有自己的刑事调查部门；1943年，所有超过10名侦探的市政刑事调查部门都被整合入刑事调查警察（英语：Kripo）。
- 宪兵队，负责边境执法，包括小社区、农村地区和山区等。随着德国高速公路网络的发展，1937年成立了机动宪兵联队以确保交通安全。
- 交通警察（Verkehrspolizei）是德国的交通执法机构和道路安全管理局。该组织在德国的道路上巡逻（除由机动宪兵队控制的高速公路），并对重大事故作出反应。纳粹德国交通警察还是纳粹高层领导人长途汽车出行时的主要护送服务。
- 水上保护警察（英语：Wasserschutzpolizei）[10]相当于海岸警卫队和河警（英语：River police）。该部队负责德国河流、港口和内陆水道的安全保障。此外还拥有一般親衛隊的港口安保部队指挥权，即“党卫队港口安全部队”（SS-Hafensicherungstruppen）。
- 消防警察（英语：Feuerschutzpolizei）[10]由国家指挥结构下的所有专业消防部门组成。

### 协助警察（英语：Hilfspolizei）
- 秩序警察总部还拥有地方民间志愿消防队（Freiwillige Feuerwehren）的指挥权。在第二次世界大战的高峰时期，为了应对德国城市遭到的猛烈轰炸，德国消防警察和民间志愿消防队合计有近200万名成员。
- 空袭保护警察（英语：Luftschutzpolizei）是负责空袭防护和救助受害者的民防服务，与技术抢险队和消防警察相互联系。1935年成立，称作“安全和援助勤務處”（Sicherheits und Hilfsdienst），1942年4月更名为“空袭保护警察”。帝国空袭预警协会（英语：Reichsluftschutzbund）组织为空袭防护网络提供支持。该协会自1935年起由赫尔曼·戈林的空军部控制，成立了一个空袭监督员组织，负责建筑物或一组房屋的安全。
- 技术抢险队（TeNo）由工程师、技术人员和建筑工程专家组成。TeNo成立于1919年，旨在保持公共事业和基本产业在罢工浪潮中的运行。从1937年起，TeNo成为了警察的技术辅助队伍，并被吸收到了秩序警察总部。到1943年，TeNo拥有超过10万名成员。
- 志愿消防队（Feuerwehren），包括民间志愿消防队，征召消防队和工业消防队，是隶属于秩序警察的辅助警察。
- 无线电护卫队（Funkschutz）由党卫队和秩序警察安保人员组成，负责保护德国广播电台免受攻击和破坏。此外，他们还负责调查检测非法接收外国无线电广播的情况。
- 城乡紧急警察（Stadt- und Landwacht）于1942年创建，作为兼职警察预备队。1945年人民冲锋队成立后废除。
- 辅助警察（英语：Schutzmannschaft）专指德占东欧地区的辅助警察部队。

## 特别警察
特别警察（Sonderpolizei）是不归属秩序警察总部与党卫队国家安全部的特殊部门：
- 铁路刑事调查部队（Reichsbahnfandungsdienst），隶属于德意志国铁。
- 铁路护卫警察（英语：Bahnschutzpolizei），隶属于德意志国铁。
- 从1944年起，党卫队铁路卫队（SS-Bahnschutz）取代了帝国境内的铁路护卫警察（英语：Bahnschutzpolizei）。
- 邮政护卫队（英语：Postschutz）大约有45,000名成员，负责德国帝国邮政的安全。帝国邮政不仅负责邮件，还负责电话和电报系统等其他媒体通信。
- 党卫队邮政卫队（英语：Postschutz）：1942年邮政护卫队（英语：Postschutz）从帝国邮政部转移到一般親衛隊管辖。
- 护林警察（英语：Ranks and insignia of the Forest protection (Nazi Germany)），隶属于帝国林业局。
- 狩猎警察（Jichdpolizei），隶属于帝国林业局。主要通过德意志狩猎协会（英语：Deutsche Jägerschaft）行使。
- 海关警察（Zollpolizei）通过海关边境卫队（英语：Zollgrenzschutz）和财政部海关局行使。
- 农田警察（Flurschutzpolizei），隶属于农业部。
- 工厂保护警察（Werkschutzpolizei）是纳粹德国的保安人员 。其工作人员是工业企业雇用的平民，通常发放准军事制服。他们最终隶属于航空部。
- 堤坝警察（Deichpolizei），隶属于经济部。

## 警察营

### 入侵波兰

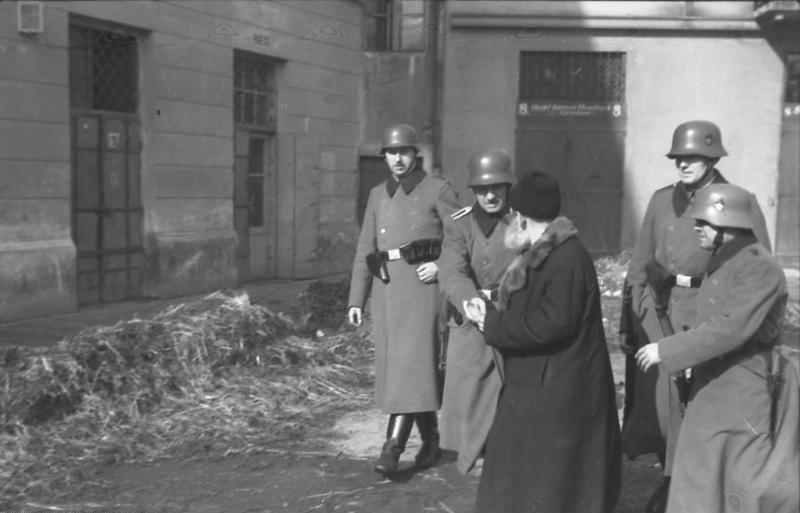
1941年，秩序警察突袭克拉科夫隔都。

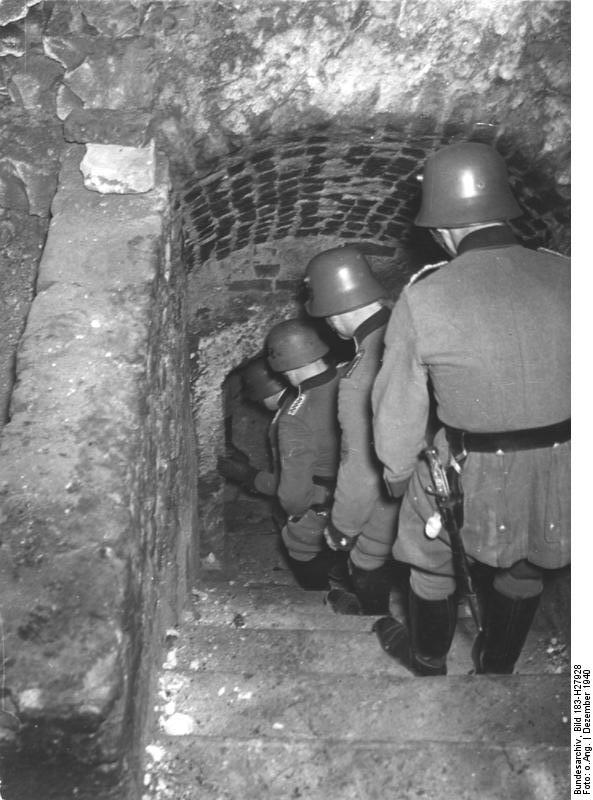
1940年12月，秩序警察在卢布林的一次犹太人围捕活动中下到地窖。卢布林隔都成立于1941年3月

1939年至1945年间，秩序警察维持军事编队，由德国的各主要警察局训练和装备。具体职责因部队而异，不同年份的职责也有所不同。总体而言，秩序警察并未直接参与前线作战，仅在1940年5月的阿登与1941年的列宁格勒围城中参与了前线行动。1939年9月，秩序警察部署了首批17个营编队，与国防军一同入侵波兰。这些营守卫着德国战线后方的波兰战俘，并在“生存空间”的旗帜下驱逐了瓦尔特兰大区的波兰人。作为“重新安置行动”的一部分，秩序警察还对天主教徒和犹太人犯下了暴行。敌对行动停止后，各警察营（如第101后备警察营等）承担起安全部队的作用。秩序警察负责德占波兰的犹太人隔都的外围巡逻；隔都内部的安全问题则由党卫队、黨衛隊保安處、刑事调查警察与犹太隔都行政当局（犹太人委员会）负责。1943年，警察营更名为党卫队警察营（SS-Polizei-Bataillone）。 
每个营由大约500名携带轻型步兵武器的成员组成。在东线，每个连都有一支重机枪支队。行政方面，警察营仍在警察局局长庫爾特·達呂格的领导下，但在操作上他们受到区域的党卫队与警察领导人（SS-und Polizeiführer）的管辖。党卫队与警察领导人有一套单独的指挥链，直接向海因里希·希姆莱负责。警察营被用于各种辅助职责，包括所谓的反游击队行动、支援战斗部队，以及建设国防工程（即大西洋壁垒）。其中一些人专注于作为占领军的传统治安角色，而另一些则直接参与旨在制造恐怖的行为，以及随后的大屠杀行动。虽然警察营与武装党卫队相似，但他们并不是武装党卫队38个师的一部分，也不应与党卫队警察师（第4装甲掷弹兵师）混同。警察营最初编号为1至325，但在1943年2月更名并重新编号为1至37，以区别于德国从占领区当地人口中招募的辅助警察营。

### 入侵苏联

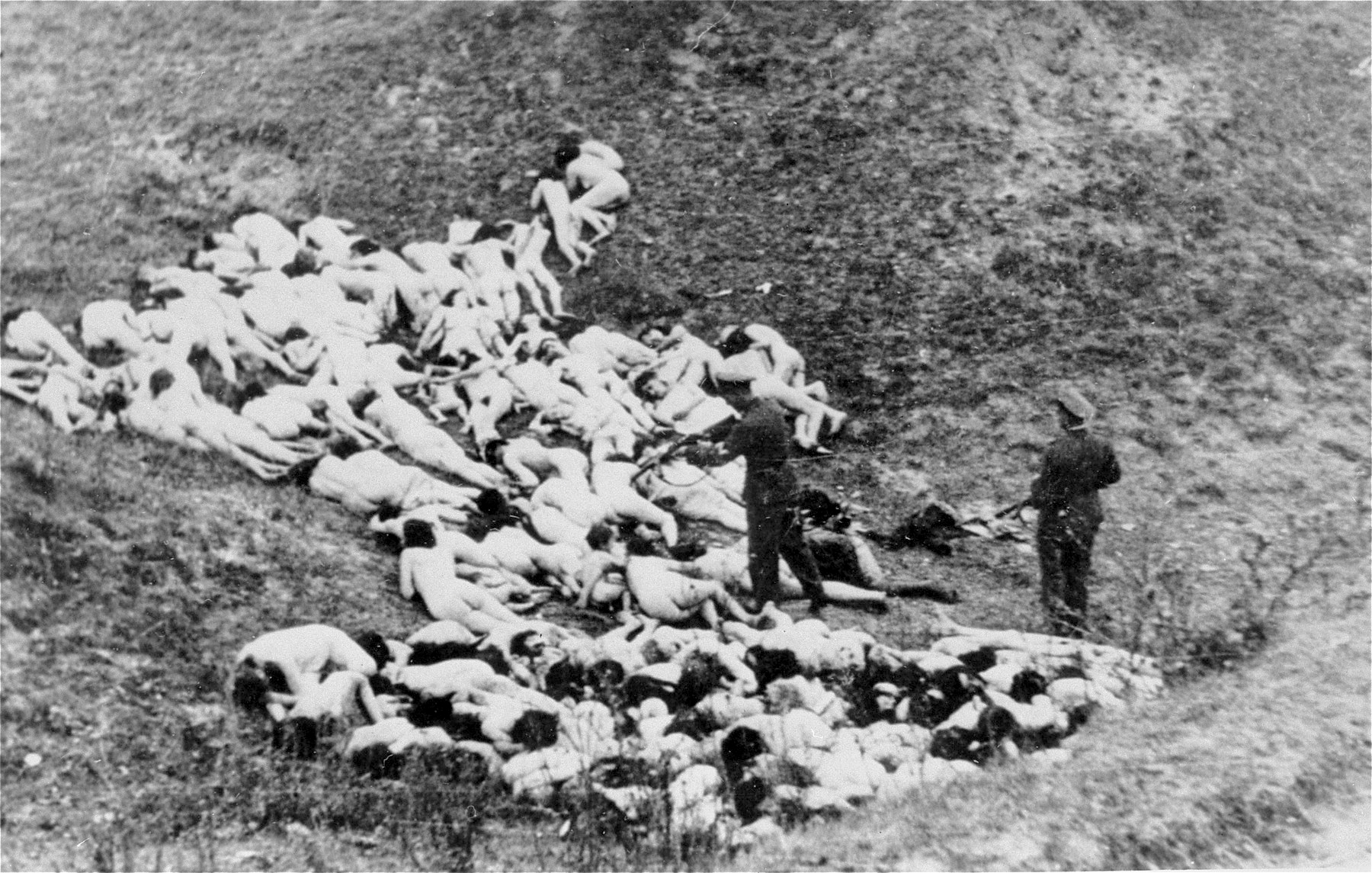
在大屠杀期间，秩序警察成员射杀了裸体妇女和儿童。

德国于1941年6月22日入侵苏联。在随后的两年内，秩序警察营独立运作，并联合別動隊的行动，成为最终解决方案的组成部分。1941年7月12日，第309警察营在比亚韦斯托克首次大规模屠杀犹太人，造成3000人丧生。警察营是1941至1942年间在苏联吞并的波兰领土的第一波和第二波的实施者之一，还参与了德占苏联领土上的杀戮行动。他们有时作为警察团的一部分行动，有时是直接向当地党卫队和警察领导人负责的独立部队。参与杀戮的部队包括来自汉堡的第101后备警察营，纽伦堡秩序警察133营，科隆的第45、第309警察营，以及博特罗普-奥伯豪森的第316警察营。他们的杀戮行动在东线的“子弹大屠杀”中首当其冲。第二次世界大战之后，由于缺乏法庭证据和故意的混淆，秩序警察在子弹大屠杀中的角色变得模糊不清；而大部分焦点都集中在向萊因哈德·海德里希的国家保安总局负责的别动队。
参与直接杀戮行动的秩序警察营造成至少100万人死亡。从1941年开始，警察营和当地的秩序警察部队帮助将犹太人从波兰和苏联（以及欧洲占领区的其他地方）的隔都运送到集中营和灭绝营。此外，他们还参与了在犹太人隔都外追捕和杀害犹太人的行动。秩序警察是别动队根据人力需求征募人员的两个主要来源之一。（另一个是武装党卫队）
1942年，大多数警察营重新合并为30个党卫队和警察团。这些编队旨在用于驻军安保、反游击队职能，并支援东部战线上的武装党卫队部队。值得注意的是，国防军的正规军事警察（战地宪兵）与秩序警察是分开的。

## 武装党卫队警察师
秩序警察的主要作战部队是武装党卫队的党卫队警察师。该师成立于1939年10月，数千秩序警察成员被招募，与从陆军移交的炮兵和信号部队一起组成部队。该师有四个警察团，由秩序警察人员组成，通常用于警察成员轮转到军事岗位上，以免在国防军或常规的武装党卫队师征兵时失去警察人手。在战争的最后阶段，几个党卫队秩序警察团被转移到武装党卫队组成党卫队第35师。

## 秩序警察和党卫队的关系

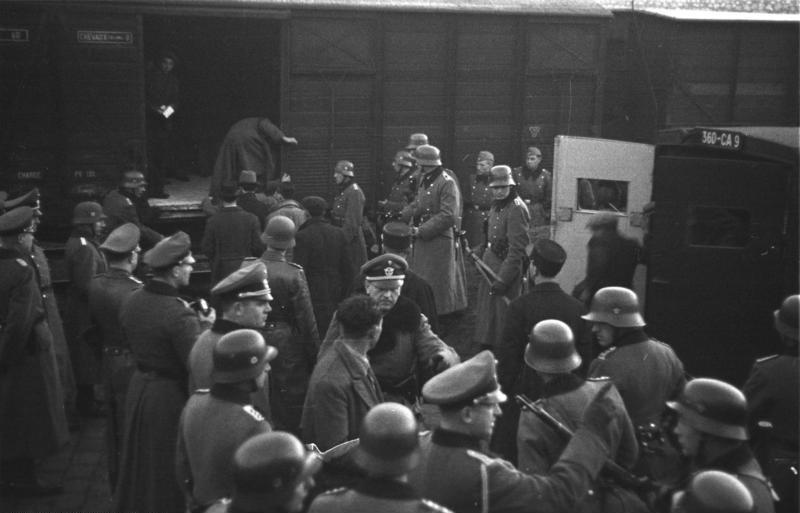
1943年1月，来自党卫队警察营的部队将犹太人装入棚车。摄于法国马赛

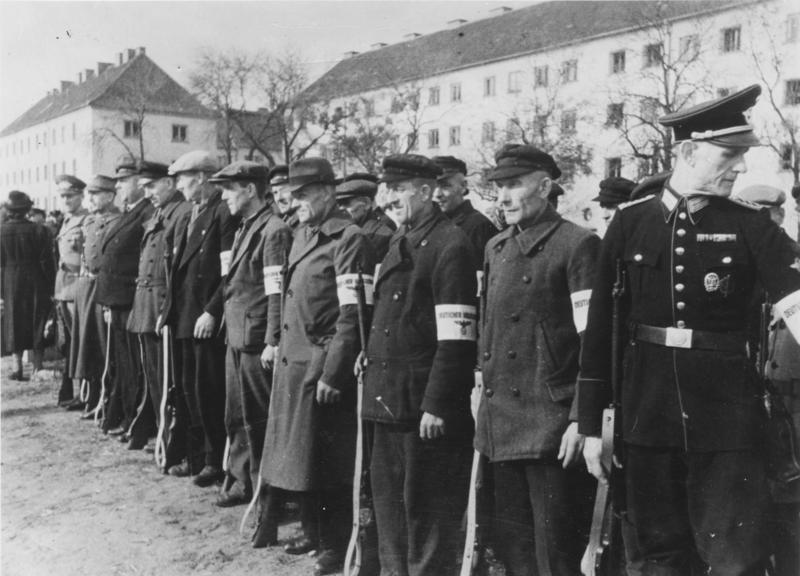
1944年10月21日，党卫队宣传连拍摄的的人民冲锋队照片。一个穿制服的秩序警察男子出现在行列的最右端。

1939年第二次世界大战开始时，党卫队实际上已经完全控制了德国警察，尽管对外而言党卫队和警察仍然作为单独的实体运作。 秩序警察保留了自己的徽章系统和警衔，以及独特的警察制服。 根据被称为“军阶平等法令”的党卫队指令，警察被大力鼓励加入党卫队。加入党卫队的警察在胸前口袋上佩戴了一种特殊的警察徽章，称为党卫队秩序警察成员徽章。 
1940年，德国警方的标准做法是给予所有警察将军同等的党卫队级别。身为党卫军成员的警察将军们会同时以两个头衔称呼：例如，身为党卫队成员的警察中将会被称作“党卫队集團領袖兼警察中将”（SS Gruppenführer und Generalleutnant der Polizei）。1942年起，警察将军被强制要求必须为党卫队成员，警察少将以上的所有官员在警察绿制服上佩戴党卫队领章。 
到1943年，随着早期的警察安保营合并为党卫队和警察团，警察和党卫队之间的区别实际上已经消失。党卫队官员经常指挥警察部队，军队指挥的警察将军在武装党卫军中获得同等的党卫队军阶。1944年8月，所有警察将军自动被授予党卫队军阶，因为他们掌握着战俘营的控制权。

## 秩序警察警銜

### 帽徽
| 鋼盔兩側的徽章 |
| 鋼盔兩側的徽章 |

### 將級警官
| 肩章 | 領章(1936–42) | 領章(1942–45)                          | 警察將級警銜                                | 對應親衛隊軍銜     |
| ---- | ------------- | -------------------------------------- | ------------------------------------------- | ------------------ |
|      |               |                                        | 德意志警察總長 (Chef der Deutschen Polizei) | 黨衛隊全國領袖     |
|      |               |                                        | 警察大將 (德国大将 der Polizei)             | 親衛隊最高集團領袖 |
|      |               | 警察上將 (General der Polizei)         | 親衛隊上級集團領袖                          |                    |
|      |               | 警察中將 (Generalleutnant der Polizei) | 親衛隊集團領袖                              |                    |
|      |               | 警察少將 (Generalmajor der Polizei)    | 親衛隊旅隊領袖                              |                    |

### 警官
| 肩章 | 領章(1936–45)                       | 警察警官警銜                         | 對應親衛隊軍銜 |
| ---- | ----------------------------------- | ------------------------------------ | -------------- |
|      |                                     | 警察上校 上校 (德语国家) der Polizei | 親衛隊旗隊領袖 |
|      | 警察中校 Oberstleutnant der Polizei | 親衛隊上級突擊隊大隊領袖             |                |
|      | 警察少校 少校 der Polizei           | 親衛隊突擊隊大隊領袖                 |                |
|      | 警察上尉 Hauptmann der Polizei      | 親衛隊高級突擊隊領袖                 |                |
|      | 警察中尉 Oberleutnant der Polizei   | 親衛隊上級突擊隊領袖                 |                |
|      | 警察少尉 Leutnant der Polizei       | 親衛隊下級突擊隊領袖                 |                |

### 警察士官,士兵警銜
| 肩章        | 領章(1936–45)                                                                                                   | 警察士官,士兵警銜                                                            | 英文譯名           | 對應親衛隊軍銜   |
| ----------- | --- | ---------------------------------------------------------------------------- | ------------------ | ---------------- |
|             | | Meister 资深军士长                                                           | Master             | 親衛隊突擊隊領袖 |
|             | Hauptwachtmeister 上等军士长                                                                                    | Chief watch master                                                           | 親衛隊高級小隊領袖 |                  |
|             | Revier-oberwachtmeister(Schupo)Bezirks-oberwachtmeister(Gendarmerie)Zugwachtmeister(Kasernierte Polizei) 军士长 | Precinct senior watch masterDistrict senior watch masterPlatoon watch master | 親衛隊上級小隊領袖 |                  |
|             | Oberwachtmeister 准军士长                                                                                       | Senior watch master                                                          | 親衛隊小隊領袖     |                  |
|             | Wachtmeister 军士                                                                                               | Watch master                                                                 | 親衛隊下級小隊領袖 |                  |
|             | Rottmeister 上等豁免兵                                                                                          | Team master                                                                  | 親衛隊分隊領袖     |                  |
|             | Unterwachtmeister 豁免兵                                                                                        | Junior watch master                                                          | 親衛隊突擊隊員     |                  |
| No insignia | Anwärter 列兵                                                                                                   | Candidate                                                                    | 親衛隊隊員         |                  |

## 注解
1. ↑  Müller-Hillebrand, Burkhart. . Das Heer 1933-1944. Mittler. 1969: 322  [2019-05-23] （德语）.
2. 1 2 3  Struan Robertson. . Hamburg Police Battalions during the Second World War.   [2009-09-24]. （原始内容 (Internet Archive)存档于February 22, 2008）.
3. ↑  Showalter 2005，第xiii頁.
4. 1 2  Browning 1998.
5. 1 2 3  Williams 2001，第77頁.
6. ↑  Weale 2012，第140–144頁.
7. ↑  Zentner & Bedürftig 1991，第783頁.
8. ↑  Browning 2000，第143頁.
9. ↑  McKale 2011，第104頁.
10. 1 2 3 4  Williamson, Gordon. . . Osprey / Bloomsbury Publishing. 2012: 6–8. ISBN 1780963408..
11. ↑  McNab 2013，第60, 61頁.
12. ↑  Davis, B.L.; McGregor, M. . Elite. Bloomsbury USA. 2007: 9  [2019-05-23]. ISBN 978-1-84603-185-4.
13. ↑  Goldhagen 1996，第204頁.
14. 1 2 3  Browning 1998，第38頁.
15. ↑  Breitman 1998，第5頁; Goldhagen 1996，第186頁.
16. 1 2 3  Williamson, Gordon. . Zenith Imprint. 2004: 101  [2019-05-23]. ISBN 0-7603-1933-2. （原始内容存档于2013-06-17）.
17. ↑  Browning 1998，第5頁.
18. ↑  Rossino, A.B. . Modern war studies. University Press of Kansas. 2003: 69-72  [2019-05-23].
19. ↑  Hillberg 1985，第81頁.
20. ↑  Browning 1998，第45頁.
21. ↑  Hillberg 1985，第71–73頁.
22. 1 2 3  United States War Department. . Louisiana State University Press. 1995: 202–203 [March 1945]  [2019-05-23]. ISBN 0-8071-2011-1. （原始内容存档于2020-01-04）.
23. 1 2  Browning 1998，第11-12, 31-32頁.
24. ↑  . United States Holocaust Memorial Museum.   [2019-05-23]. （原始内容存档于2019-08-11）.
25. ↑  Browning 1998，第9-12頁.
26. ↑  Hillberg 1985，第175, 192–198頁.
27. ↑  Patrick Desbois. . Museum of Jewish Heritage, New York, NY. 27 October 2008  [2 January 2015]. （原始内容存档于25 December 2014）.
28. ↑  Hillberg 1985，第100–106頁.
29. ↑  Goldhagen 1996，第202, 271–273頁.
30. ↑  Goldhagen 1996，第195頁.
31. ↑  Hillberg 1985，第105–106頁.
32. ↑  Stein 1984，第33–35頁.

## 拓展阅读
- Westermann, Edward. . Lawrence: University Press of Kansas. 2005. ISBN 978-0-7006-1724-1. OCLC 56982341.
- Megargee, Geoffrey P. (编). . Volume II. Bloomington: Indiana University Press. 2009. ISBN 0-253-35328-9.
- Nix, Phil. . Stockholm: Leandoer & Ekholm. 2006. ISBN 91-975894-3-8. OCLC 265138394.